# Orianthi
Orianthi Panagaris (ps. artystyczny Ori; ur. 22 stycznia 1985 w Adelaide) – australijska gitarzystka, wokalistka oraz kompozytorka. Stała się szerzej znana po tym jak została wybrana przez Michaela Jacksona jako główna gitarzystka na jego trasę koncertową „This Is It”. Jej pierwszy, debiutancki singel „According to You” z płyty „Believe” wspiął się na ósme miejsce australijskiej listy przebojów. W Stanach Zjednoczonych dotarł do miejsca siedemnastego. Kolejny singel z reedycji albumu pt. „Believe II” zatytułowany „Shut Up & Kiss Me” również osiągnął sukces. Jako członkini supergrupy Artists for Haiti zagrała na gitarze w utworze We Are the World 25 for Haiti.

## Życiorys
Orianthi Panagaris urodziła się 22 stycznia 1985 roku w Adelaide w Południowej Australii. Jej imię ma związek z kwiatami i ptakami. Jej matka jest Australijką, a ojciec Grekiem. Jej rodzina po stronie ojca pochodzi z Peloponezu. Nadal ma tam babcię.
Przygodę z muzyką Ori zaczęła w wieku 3 lat. Wtedy to zainteresowała się grą na pianinie. Twierdzi, iż to właśnie wtedy napisała swoją pierwszą piosenkę. Jej ojciec był muzykiem – gitarzystą w zespole okazjonalnym (imprezy, wesela), stąd w jej domu wszechobecne były gitary. W wieku sześciu lat przeniosła więc swoje zainteresowania na gitarę akustyczną. W tym czasie inspirował ją, a także jej ojca, Elvis Presley. W wieku 11 lat jednak miała okazję uczestniczyć w koncercie Carlosa Santany. Zainspirowana jego grą, porzuciła instrument akustyczny na rzecz gitary elektrycznej.
W wieku 15 lat opuściła szkołę i skupiła się na muzyce i gitarze. Do tego wieku grała w różnych lokalnych zespołach, głównie covery. Jej pierwszym supportem był koncert Steve Vaia w jej rodzinnym mieście Adelaide. Vai zainteresował się potencjałem Ori i nawiązali oni kontakt, utrzymujący się do dziś, który zaowocował zresztą współpracą Ori i Vaia nad utworem z płyty Believe – Higly Strung. Do tego utworu powstał także klip wideo.
W wieku 18 lat miała okazję poznać i zagrać jam z Carlosem Santaną. Ten przedstawił ją Paulowi Reedowi Smithowi, założycielowi i szefowi koncernu PRS, produkującego cenione na świecie gitary. Santana jest wieloletnim użytkownikiem tych właśnie gitar. W efekcie powstały instrumenty dla Ori – najpierw seryjne, autorskie w późniejszym okresie: PRS Custom SE Orianthi. Cechą charakterystyczną instrumentu jest zdobione 'O', jak Orianthi, jako znacznik 12 progu.
W tym okresie też została nagrana płyta pt. „Violet Journey”. Nagrana została ona własnym sumptem, a wydana przez Universal Music Australia.

## Kariera
Krokiem milowym w jej karierze był wyjazd do Stanów Zjednoczonych i podpisanie kontraktu menedżerskiego z 19 Entertainment oraz kontraktu artystycznego z Geffen pod koniec 2006 roku.
Od tej pory Ori współpracowała z wieloma cenionymi artystami, takimi jak: Allison Iraheta, Adam Lambert, Carrie Underwood, Prince, Alice Cooper, Mary J. Blige oraz oczywiście Michael Jackson.
Nakładem Geffen został wydany album Believe (wraz z 1 singlem, do którego nakręcono również klip wideo) oraz reedycja tego albumu – Believe II (także z jednym sfilmowanym singlem).
Orianthi koncertowała również wraz z Adamem Lambertem i Allison Irahetą pod szyldem „The Glam Nation Tour”.

## Współpraca z Michaelem Jacksonem
Prawdziwym wydarzeniem w jej karierze była jednak współpraca z samym „Królem Popu” Michaelem Jacksonem.
Michael poszukiwał w tym czasie gitarzystów na swój wielki powrót trasą koncertową „This Is It”. Jego producent muzyczny trafił na nagrania DVD z Carlosem Santaną z udziałem Orianthi. Po przejrzeniu nagrań gitarzystki na YouTube wraz z Jacksonem, podjęli decyzję o jej przesłuchaniu. Producent skontaktował się więc z Ori poprzez MySpace. Australijka zagrała na przesłuchaniu: „Give In To Me” (oryginalnie: Slash), „Dirty Diana” (oryginalnie: Steve Stevens), „Beat It” (oryginalnie: Eddie Van Halen). Michaelowi spodobało się szczególnie „Beat It”, ujął więc gitarzystkę za ramię i zaprowadził na scenę. Poprosił o zagranie tego samego na scenie, co też nastąpiło. Zatrudnił więc Orianthi jako swoją gitarzystkę prowadzącą, tak jak niegdyś była nią na trasach koncertowych Jennifer Batten.
Orianthi była obecna na każdej próbie do trasy „This Is It”. Próby odbywały się trzy godziny dziennie, pięć dni w tygodniu, przez trzy miesiące, aż do śmierci Jacksona. Pojawia się często w scenach z filmu „This Is It”, mając dobry kontakt na scenie z „Królem”. Ostatnie zdjęcia Michaela na scenie, nagrane dwa dni przed jego śmiercią, ukazują również Ori, grającą na gitarze. Sceny te, tuż po śmierci Jacksona obiegły cały świat, czyniąc młodą gitarzystkę rozpoznawalną na całym świecie (szczególnie w Japonii).
Australijka twierdzi, że przed śmiercią Michael był pełny energii, szczęśliwy. Jego osobowość oraz współpraca z nim odmieniła jej życie.

## Dyskografia
Albumy
| Violet Journey              | - Data: 4 czerwca 2007 - Wydawca: wydanie własne       | —  | —  |
| Believe                     | - Data: 26 października 2009 - Wydawca: Geffen Records | 77 | —  |
| Heaven in This Hell         | - Data: 26 lutego 2013 - Wydawca: Robo Records         | —  | 35 |
| „—” album nie był notowany. |                                                        |    |    |

Single
| „According To You”                   | 2009 | 8  | 17 | 22 | 159 | - USA: platynowa płyta - AUS: złota płyta | Believe             |
| „Shut Up and Kiss Me”                | 2010 | 85 | —  | —  | —   |                                           | Believe             |
| „Courage” (feat. Lacey Sturm)        | 2010 | —  | —  | —  | —   |                                           | Believe             |
| „Frozen”                             | 2013 | —  | —  | —  | —   |                                           | Heaven in This Hell |
| „Sex E Bizarre” (feat. Steven Tyler) | 2013 | —  | —  | —  | —   |                                           | Heaven in This Hell |
| „Better with You”                    | 2014 | —  | —  | —  | —   |                                           | Heaven in This Hell |
| „—” singel nie był notowany.         |      |    |    |    |     |                                           |                     |

## Filmografia
| Tytuł                          | Rok  | Uwagi                                      | Źródło |
| ------------------------------ | ---- | ------------------------------------------ | ------ |
| „Michael Jackson's This Is It” | 2009 | film dokumentalny, reżyseria: Kenny Ortega | [ 11 ] |